# Вогневий запобіжник

Вогневий запобіжник: 1 — корпус; 2 — касета; 3 — приєднувальні фланці; 4 — кришки

Вогневі запобіжники — пристрій, який встановлюють на резервуарах у комплекті з дихальними і запобіжними клапанами. Вони призначаються для оберігання газового простору резервуара від проникнення в нього полум'я через дихальний чи запобіжний клапан.
Полум'я, потрапляючи у вогневий запобіжник, проходить через систему каналів малого перетину і дробиться на окремі дрібні потоки; поверхня зіткнення полум'я із запобіжником збільшується, зростає віддача тепла стінкам каналів — і полум'я затухає. Основною деталлю вогневих запобіжників (рис.) є спіральна стрічкова касета циліндричної форми, виготовлена з кольорових металів і поміщена в корпус запобіжника.